# Minervalkirche Stagira

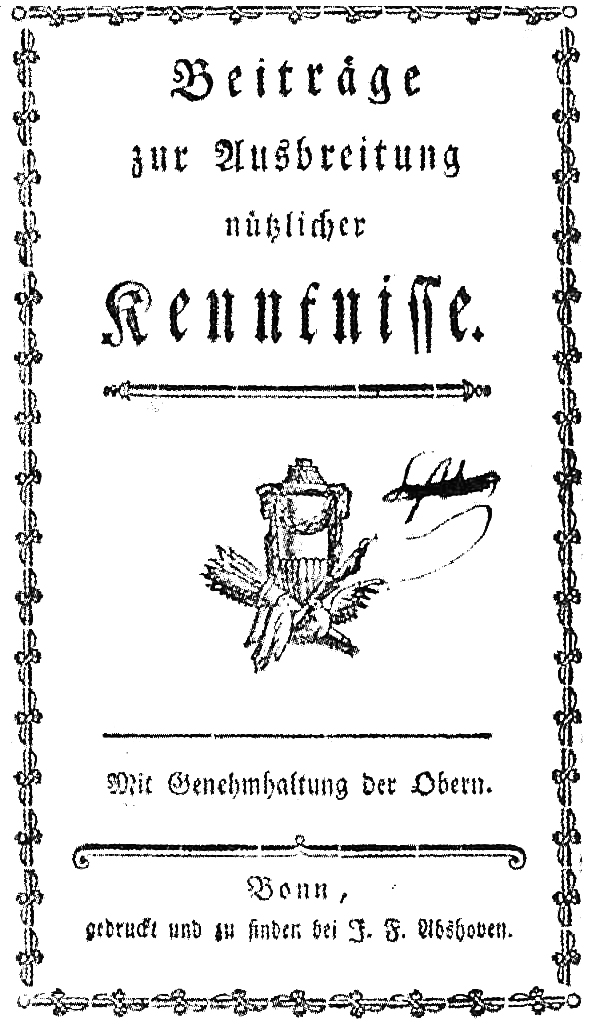
Titelblatt der Zeitschrift der Bonner Illuminaten

Die Minervalkirche Stagira war die 1781 in Bonn gegründete Vereinigung des Illuminatenordens.

## Schüler der Minerva
„Minervale“ oder auch „Schüler der Minerva“ waren nach Adam Weishaupts Einteilung des Illuminatenordens in drei Ordensklassen Angehörige zweiten Grades. Darunter standen die „Novizen“, darüber die „Erleuchteten Minervale“. Mit Minervalkirche bezeichneten die Illuminaten ihre Versammlungen, die in etwa einer gelehrten Akademie entsprachen. Dort wurden Berichte verfasst und Vorträge über wissenschaftliche Entdeckungen und Bücher gehalten, die im Zusammenhang mit einer „höheren Entwicklung der Menschheit“ standen.
Die Bonner Illuminaten nannten ihre Minervalkirche „Stagira“ nach dem Ort Stageira in Griechenland, in dem 384 v. Chr. Aristoteles geboren wurde.

## Prominente Mitglieder
Die leitende Aufgabe des Präfekten in Bonn hatte ab 1784 Christian Gottlob Neefe. Er hatte, wie alle anderen Mitglieder, einen „Ordensnamen“. Neefe nannte sich „Glaucus“. Neben Neefe waren unter den Mitgliedern der Bonner Illuminaten weitere prominente Personen, die dem Hof des Kurfürsten Max Franz entweder nahestanden oder ihm angehörten.
Mitglieder waren neben Neefe:
- Ferdinand d’Antoine (Hauptmann und Komponist) – Ordensname: „Hermogenes“
- Bernhard Franz Josef von Gerolt, Geheimer Kurköln. Hofrat und Herr auf Burg zur Leyen; Ordensname „Anson“
- Johann Peter Eichhoff (Redakteur des „Bonner Intelligenzblattes“) – „Hephaestion“
- Johann Joseph Eichhoff (Mundkoch des Kurfürsten) – „Desiderius“
- Franz Wilhelm Kauhlen (Hof- und Medizinalrat) – „Tassilo“
- Franz Anton Ries (Hofmusiker – wie Neefe musikalischer Lehrer Ludwig van Beethovens) – „Parmenio“
- Clemens August von Schall (Kammerherr und Hauptmann) – „Anaxagoras“
- Joseph Schmidt (Schauspieler in Bonn und Mainz) – „Roscius“
- Nikolaus Simrock (Waldhornist) – „Jubal“
- Johann Friedrich Velten (Professor) – „Bernoulli“

Zur Verbreitung ihrer Ideen publizierten die Bonner Illuminaten eine Zeitschrift mit dem Titel Beiträge zur Ausbreitung nützlicher Kenntnisse.

## Auflösung der Bonner Niederlassung
Als 1785 die Illuminaten verboten wurden, lösten auch die Bonner „Ordensmitglieder“ ihre „Minervalkirche Stagira“ auf. Der – aufgeklärte – Kurfürst Max Franz zeigte sich gnädig und schrieb nach der Auflösung: „Ich vermute, daß es unter Illuminaten wie Jesuiten gute, ehrliche und tüchtige Leute gebe, ohne dass der Orden an dem Betragen des einen oder anderen Schuld habe.“
Die meisten Bonner Illuminaten gaben nach der Auflösung der „Minervalkirche Stagira“ ihren Einsatz für die Ideen der Aufklärung nicht auf. Als am 1. Dezember 1787 in ihrer Stadt eine Lesegesellschaft gegründet wurde, waren sie als Gründungsmitglieder wieder dabei. Dieses Mal im Rahmen einer Organisation, die sich der Sympathie des Kurfürsten erfreuen durfte.